# Юліан Тувім
Юліа́н Ту́вім (пол. Julian Tuwim; 13 вересня 1894, Лодзь — 27 грудня 1953, Закопане) — польський поет, перекладач і мовознавець. Юліан Тувім — найвизначніший автор першої декади міжвоєнного двадцятиліття. Автор, твори якого стали художнім віддзеркаленням політичних та суспільних реалій періоду між двома війнами і одночасно шедеврами літератури міжвоєнного двадцятиліття. Створив своє власне бачення написання художнього твору, таке, яке не було до того репрезентоване у польській літературі.

## Життєпис
Народився в Лодзі в небагатій сполонізованій єврейській міщанський родині. В юності захоплювався хімією, філателією, астрономією, з 1909 року почав цікавитися лінгвістикою; цікавився мовами тунгусів, папуасів, африканських народів, австралійських племен, китайською, есперанто тощо. Навчався в російській гімназії Лодзя.
Ще з дитинства був знайомий із найкращими зразками польської літератури, адже його мати походила з родини, яка дуже поважала та була закохана у польську культуру.

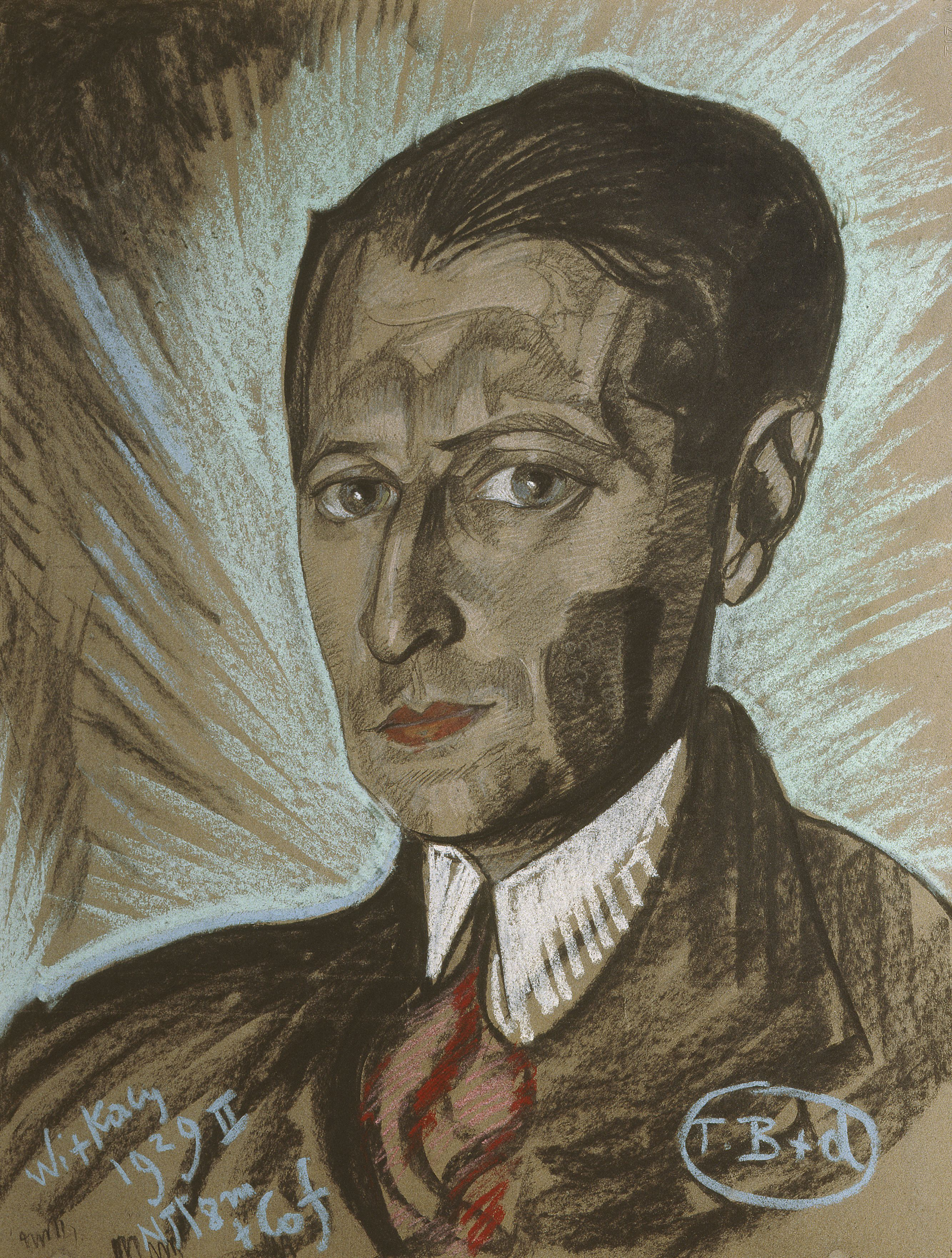
Юліан Тувім. Худ. Віткевич Станіслав Ігнацій, Юліан Тувім, 1929 рік

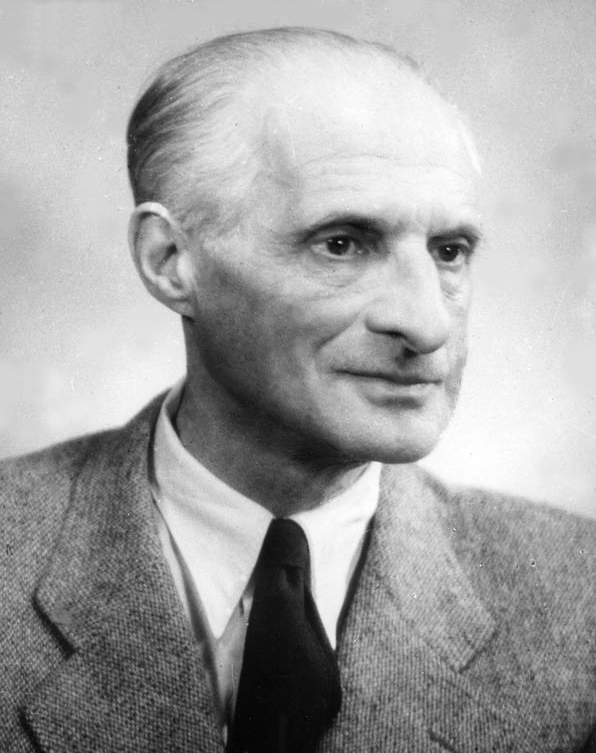
Юліан Тувім у 1950-ті рр.

1904 року дев'ятирічний Юліан вступає до російської гімназії, позаяк альтернативного польського закладу тоді ще не існувало. Але у 1906 році, після страйку, все-таки було відкрито гімназію з польською мовою викладання, до якої зразу ж перейшла частина учнів російської школи. Сім'я Юліана Тувіма не належала до заможних, а отже не мала матеріальної можливості перевести сина до приватного навчального закладу. Крім того, в той час з'являлися перші ознаки антисемітизму, що також серйозно вплинули на рішення батьків залишити сина в російській гімназії. Ці події ще більше надихнули майбутнього автора займатися польською літературою.
Товариш письменника, майбутній варшавський професор нейрофізіології Єжи Шапіро згадує, що навчаючись вже у старших класах, щоб не відставати від учнів приватної гімназії, Ю. Тувім почав додатково вивчати польську культуру та літературу. Саме під час свого навчання в російській гімназії, Юліан твердо вирішив стати польським поетом: почав серйозно досліджувати слово та робити свої перші літературні спроби. Першим захопленням Юліана Тувіма як поета, була творчість Леопольда Стаффа, під впливом якої Тувім написав свої перші статті.
1916 р. навчався у Варшавському університеті на юридичному (два семестри) та філософському факультетах.
Наприкінці 1922 p. познайомився та потоваришував з Євгеном Маланюком, який протягом 1929—43 pp. жив і працював у Варшаві. До Маланюкової збірки «Остання весна» (1959) увійшов цикл «Ars poetica», написаний у 1930 р. і присвячений Тувіму.
Ще до нацистської диктатури в Німеччині виступав з критикою расистських ідей. Наближення Другої світової війни спонукало письменника до еміграції, у 1939–1945 рр. він вимушено перебував у Франції, Португалії, Бразилії, США, що врятувало йому життя. У червні 1946 року Тувім повернувся на батьківщину.
1949 р. університет у Лодзі присвоїв Тувіму звання доктора honoris causa.
Лауреат Державної премії ПНР 1951 року.
Помер у Закопаному, похований у Варшаві.

## Творчість
Поетичний дебют відбувся у 1913 році, коли був надрукований його вірш «Прохання» у «Варшавському кур'єрі» (Kurier Warszawski).
Навчаючись в університеті, Юліан Тувім друкував свої вірші у студентському журналі «Pro arte et studio» («За мистецтво і науку»), згодом — у різних варшавських виданнях. У 1918 році вийшла друком перша книга Юліана Тувіма «Чигання на Бога».
Багато уваги приділяв формальним шуканням і словотворчості. На художньо-поетичну манеру Тувіма мали впливи Леопольда Стаффа, Волта Вітмена та Артюра Рембо; поважав творчість Яна Кохановського, Юліуша Словацького, Олександра Пушкіна, Олександра Блока; велике враження справила на нього зустріч з Володимиром Маяковським.
Був одним із засновників експериментальної літературної групи «Скамандр» (пол. Skamander) у 1919 р., названої на честь річки в Стародавній Греції, гаслом якої було «Поезію на вулицю!». До неї входили польські поети і письменники: Ярослав Івашкевич, Антоній Слонімський, Ян Лехонь, Казимеж Вежинський. Група не мала політичної програми; художню філософію групи Тувім визначав як віталізм, тобто радість життя. Поезія прославляє Діоніса, бога вина, бо чари Діоніса полегшують спілкування між людьми, роблять їх близькими до природи, допомагають насолоджуватися життям. Тувім оголошує себе поетом «натовпу», що супроводжує Діоніса у його хмільних походах по землі. «Скамандрити» існували недовго, пізніше у щоденнику Тувім пише: 
| «Скамандрити» зробили своє і просто розійшлися... Мій радісний віталізм продовжує існувати. Він тільки змінив поле діяльності. Він дорвався до боротьби людини за свої земні права». |
До літературної групи «Скамандр» деякий час також входила і рідна Тувіма – поетеса та перекладачка Ірена Тувім.
А відтак, можемо визначити особливості творчості Юліана Тувіма:
- література повинна бути вільною від дидактичної, національної та соціальної функцій;
- позитивне бачення світу, активна позиція автора;
- різнорідність тем, опис буденного звичайного життя;
- мова проста, жива, без прикрас, з елементами вульгаризмів та діалектів;
- героєм твору є людина проста, середнього класу, звичайний мешканець

До першого періоду творчості Юліана Тувіма належать також збірки «Танцюючий Сократ» (1920), «Сьома Осінь» (1922), «Четвертий том віршів» (1923).
З 1924 р. — Тувім редактор щоденної колонки в газеті «Літературні відомості» (Wiadomości Literackie). Того ж року у варшавському театрі «Нова комедія» відбулася прем'єра тувімівської інсценізації «Шинелі» М. Гоголя
Другий етап його творчості розпочався 1926 роком, коли Тувім покинув Лодзь і переїхав вчитися до Варшави. В університеті вивчав право і філософію, але навчання не закінчив. На відміну від Лодзі, де переважали проросійські тенденції та були досить малі культурні потреби, Варшава була зовсім іншим містом. Вона захоплювала своєю новизною, відкривала ширші можливості, впливала на уяву.  Таким чином творчість Ю. Тувіма є дзеркальним відображенням динаміки і урбаністичної тенденції нової поезії. Ще одним поштовхом до написання майбутніх шедеврів літератури стало захоплення поета творчістю
 літературно-мистецьких кабаре, з якими він стикнувся саме у Варшаві. Там, разом із групою інших поетів-початківців, Юліан Тувім створює та видає журнал «Pro Arte et Studio» (1916—1919), який об'єднав навколо себе поетичну молодь і став першим щаблем літературної діяльності автора та інших поетів, які потім, у 1918 році, створили групу «Skamander». Група відзначилася п'ятьма головними лідерами: Антонієм Слонимським, Ярославом Івашкевичем, Казимиром Вежинським та Яном Лехонем. Назва походила з твору «Іліада» від міфологічної річки, яка протікала через Трою.
Вірші Юліана Тувіма, які входили до «Pro Arte et Studio» відходили від прикладів стандартної поезії, та протиставлялися поезії Молодої Польщі. Були це провокаційні, нестандартні твори, що викликали протести зі сторони цінителів традиційної поезії. Переважала тематика щоденності, опис звичайних ситуацій. Критиків непокоїло вільне вираження думок автора, вживання вульгаризмів і жаргонізмів, слів зі звичайної поточної мови, які звичайно ж були визнані як «непоетичні».
У зв'язку з цим у березні 1918 року серед варшавської преси, вибухла поетична полеміка щодо віршів Юліана Тувіма.
П'ята збірка віршів, що вийшла друком у 1926 році, мала назву «Слова в крові». У поезії Тувіма дедалі дужче звучать трагічні мотиви.
У червні 1926 року поет друкує вірш «Ейа, ейа, алала», у якому виступає проти фашизму; згодом виходить збірка «Чорнолісся» (1929). Поему «Бал в опері» (1936), спрямовану проти фашизму в Польщі, було конфісковано відразу ж після друку[джерело?].
У квітні 1944 року Тувім до першої річниці повстання у Варшавському гетто написав статтю «Ми, польські євреї…», присвячену матері. Вважаючи себе поляком за народженням, мовою, вихованням, батьківщиною, Юліан Тувім не відмовляється від єврейської крові.
Після повернення у Польщу займався перекладацькою роботою, лінгвістичними розвідками, працював у Театрі Війська Польського, Варшавському Новому театрі, провадив рубрику сатиричних курйозів у журналі «Проблеми», видав антологію «Польська фантастична новела» (1949). Надзвичайно популярними були і залишаються поетичні цикли Тувіма для дітей: «Локомотив» (1938), «Про пана Трулялинського» (1938), «Слон Тромбальський» (1938) та ін. В останні роки життя він пише вірші «До письменника», «Клич», «Прапор», «Зустріч у 1952 році», «Дочці у Закопане», видані останньою його збіркою «Нова збірка віршів» (1953).
Перекладав з французької, російської («Горе з розуму» О. Грибоєдова, «Ревізор» М. Гоголя, поезію О. Пушкіна, М. Некрасова, В. Маяковського, Б. Пастернака, О. Твардовського та ін.), з української («Слово о полку Ігоревім» (1928; новий варіант — 1950), окремі вірші М. Рильського та Є. Маланюка) та ін.; перекладав на есперанто та ін.
На українську Тувіма переклали К. Поліщук, Ю. Шкрумеляк, М. Рильський, Д. Павличко, М. Лукаш, Г. Кочур, Є. Дроб'язко, П. Осадчук, В. Ґжицький, М. Кіяновська та ін.

## Вибрані твори
- Чигання на Бога / Czyhanie na Boga (1918)
- Танцюючий Сократ / Sokrates tańczący (1920)
- Сьома осінь / Siódma jesień (1921)
- Четвертий том віршів / Wierszy tom czwarty (1923)
- Польські чари і чорти / Czary i czarty polskie (1924)
- Хрестоматія чорнокнижництва / Wypisy czarnoksięskie (1924)
- A to pan zna? (1925)
- Czarna msza (1925)
- Tysiąc dziwów prawdziwych (1925)
- Слова у крові / Słowa we krwi (1926)
- Tajemnice amuletów i talizmanów (1926)
- Strofy o późnym lecie
- Чорнолісся / Rzecz czarnoleska (1929)
- Jeździec miedziany (1932)
- Циганська біблія та інші вірші / Biblia cygańska i inne wiersze (1932)
- Jarmark rymów (1934)
- Польський пияцький словник і вакхічна антологія / Polski słownik pijacki i antologia bachiczna (1935)
- Палаюча сутність / Treść gorejąca (1936)
- Чотири століття польської фрашки (1937)
- Бал в Опері / Bal w Operze (поема, 1936, опубліковано 1946)
- Квіти польські / Kwiaty polskie (поема, 1940—1946, опубліковано 1949)
- Pegaz dęba, czyli panoptikum poetyckie (1950)
- Piórem i piórkiem (1951)
- Нова збірка віршів / Nowywyborwierszy (1953).

Українською мовою видано збірки дитячих віршів «Пташине радіо» («Грані-Т»), «Слон Трубальський» («Видавництво Старого Лева»).

## Вшанування
Рішенням Польського Сейму 2013 рік оголошено роком Юліана Тувіма.[джерело?]

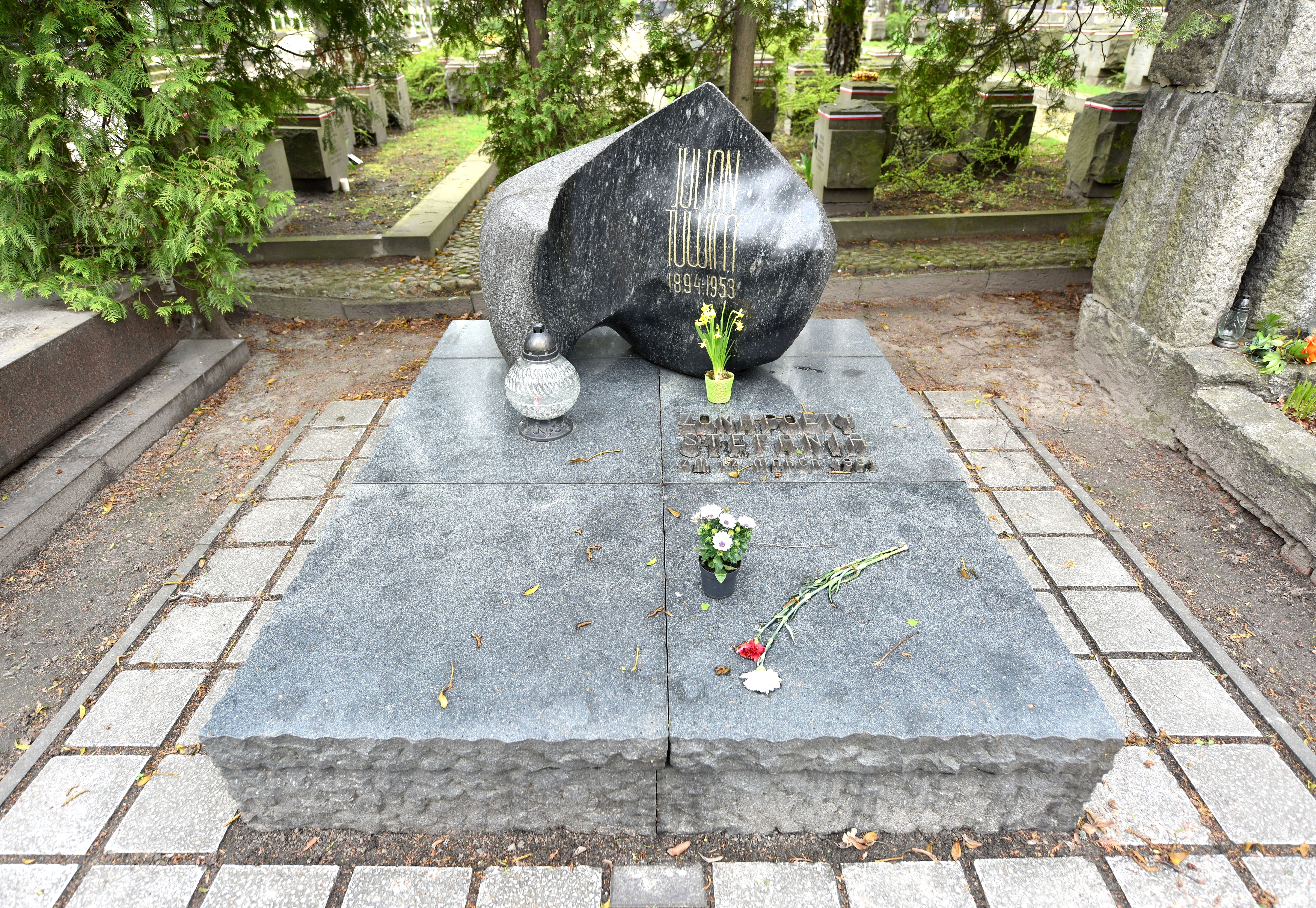
Надгробок Тувіма в Варшаві.
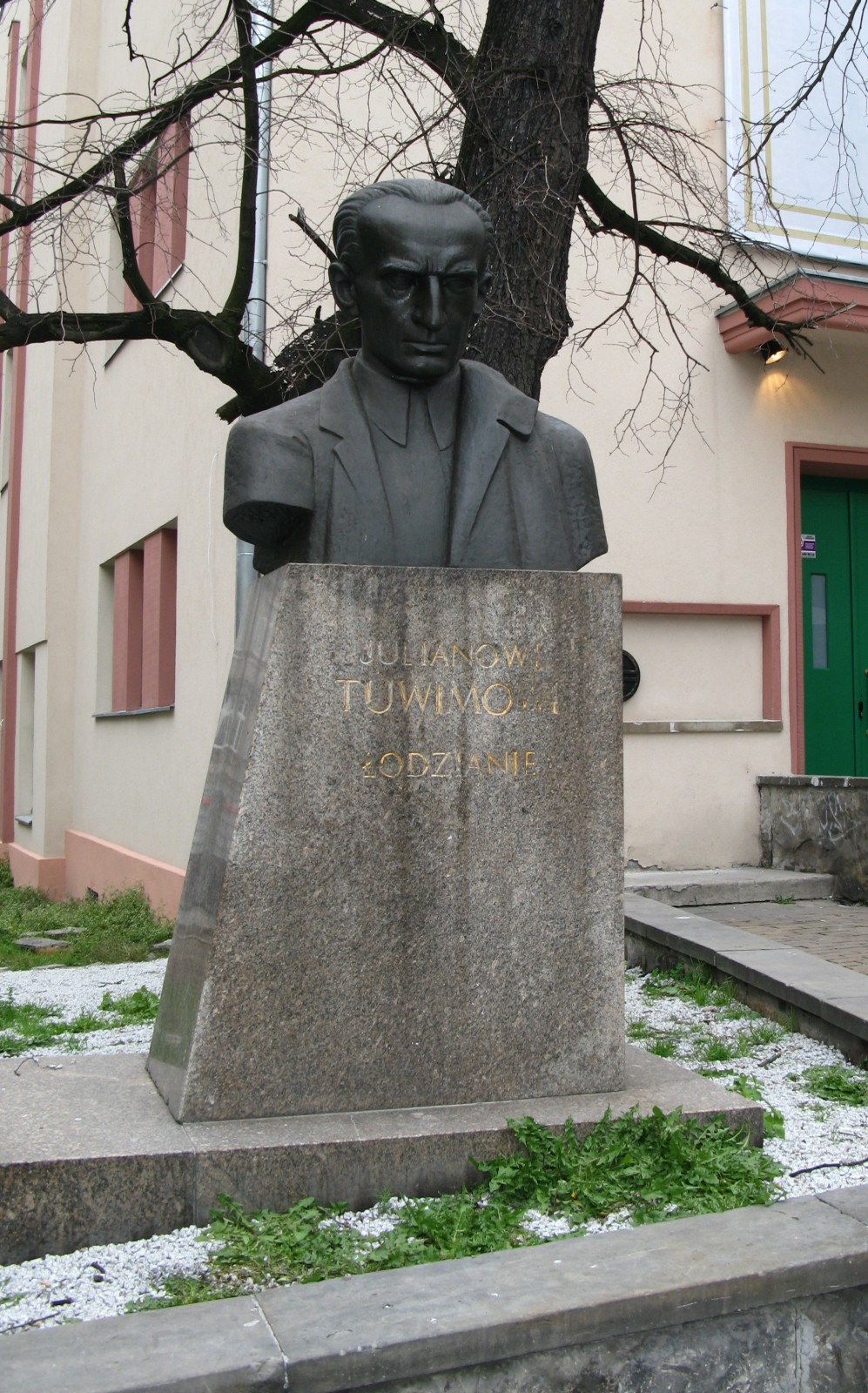
Погруддя Тувіма, Лодзь.
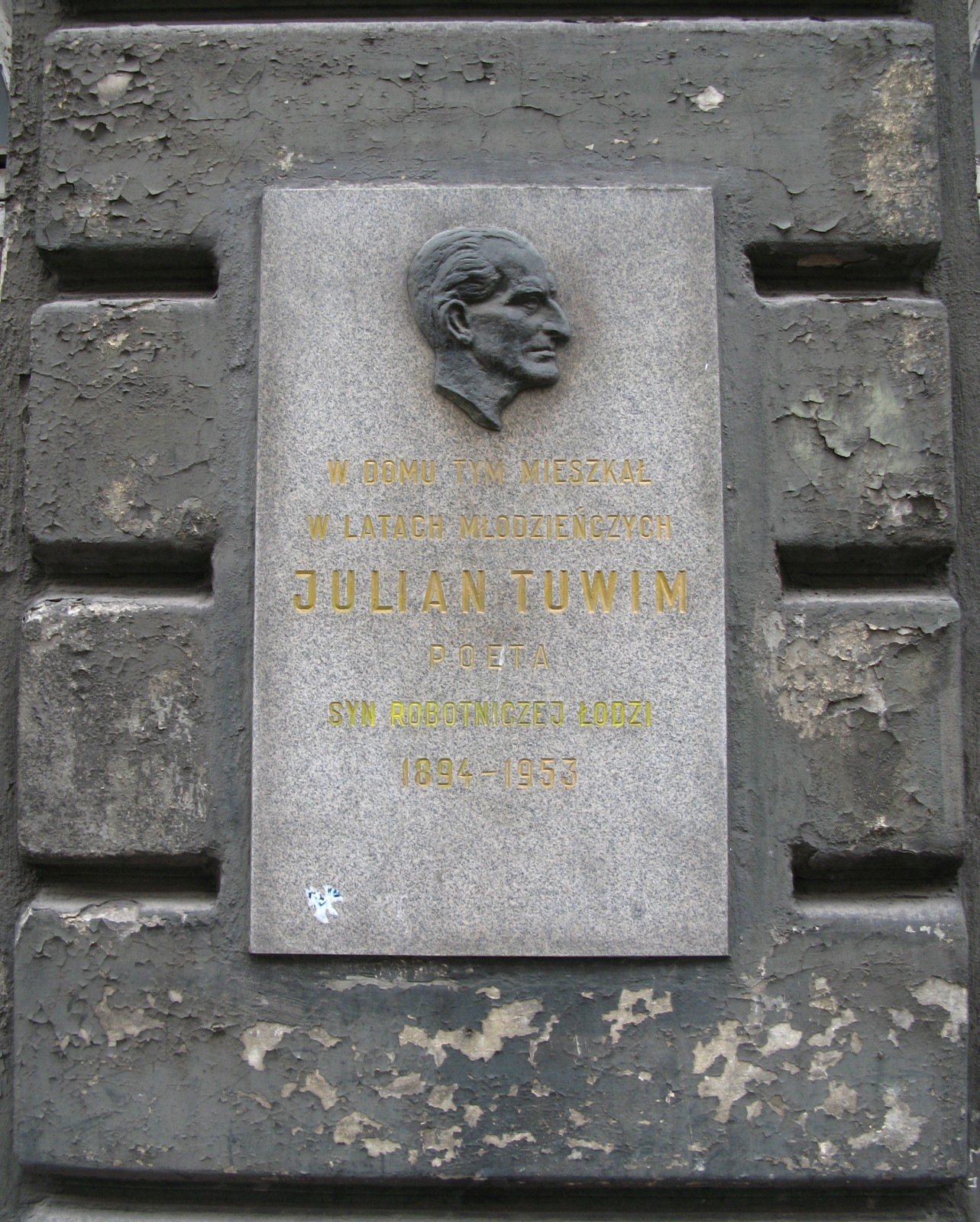
Меморіальна дошка на честь Тувіма, Лодзь.
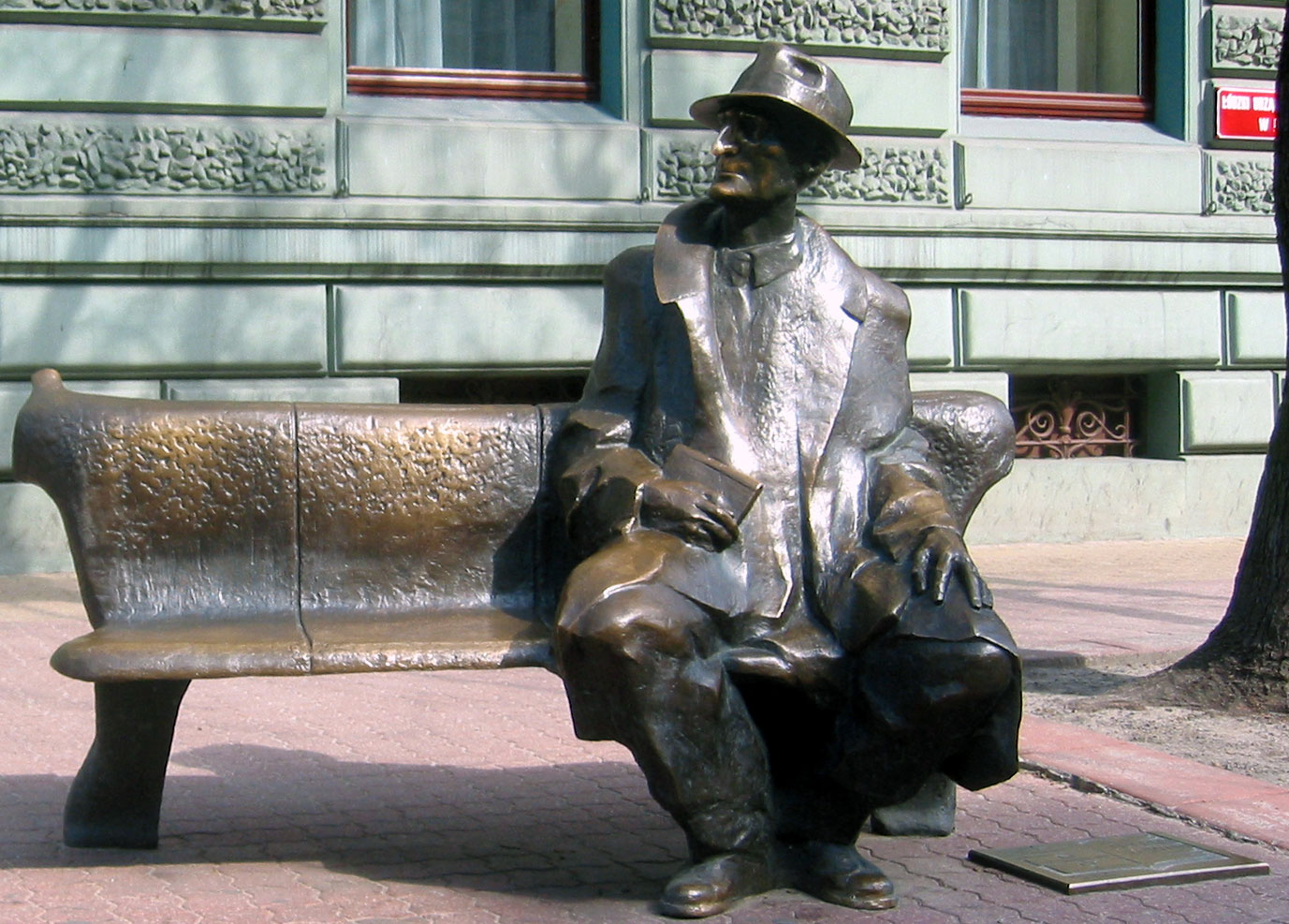
Лава Тувіма у місті Лодзь.